# Moisés Salinas Fleitman
Moisés Salinas Fleitman es un investigador con reconocimiento internacional, profesor de psicología, activista sionista y expresidente de la organización Meretz USA. Rector de la Universidad ORT México. 

## Biografía
Nacido en la Ciudad de México, México en 1966, él fue activo en organizaciones sionistas desde joven. Fue Secretario General del Movimiento Juvenil Sionista Dor Jadash en 1985-6.
Salinas Fleitman atendió el Instituto para Líderes de la Diáspora Majon L'Madrijei Jutz La'Aretz, en Israel en 1984-5, y emigró a Israel en 1986, donde estudió en la Universidad Hebrea de Jerusalén. Durante sus años de estudiante, fue activo en los movimientos Paz Ahora (Hebreo: שלום עכשיו) y en el ala estudiantil del partido Mapam.

## Actividades políticas
Salinas ganó reconocimiento rápidamente en los círculos sionistas progresivos. In 1988, se convirtió en el miembro más joven del secretariado de la Federación de Magshimim, y coordinaba varios programas para la Agencia Judía. In 2004, El Dr. Salinas fue uno de los primeros 14 jóvenes Sionistas en el mundo en ser galardonado con el primer Premio Herzl de la Organización Sionista Mundial, otorgado en honor al centésimo aniversario del fallecimiento de Teodoro Herzl. Salinas fue presidente fundador de la Federación Sionista Norteamericana de Hartford y fue miembro del consejo directivo de la Federación Sionista Norteamericana, y presidente de Meretz USA de 2010 a 2011.  En el 2021 fue electo Vicepresidente del Consejo Sionista de México, y en el 2022 fue galardonado con el premio de Instituto Cultural México Israel.

## Actividades Académicas
Salinas finalizó sus estudios de doctorado en psicología educativa en la Universidad de Texas en Austin. Trabajo como profesor en la Universidad Central de Connecticut Estatal en New Britain, EE.UU de 1999 a 2011, y es Director Académico de la "Universidad Hebraica". Ha publicado tres libros en Inglés y uno en Español, sus investigaciones académicas han sido publicadas en prestigiosas publicaciones profesionales, incluidos el Journal of Instructional Psychology, Journal of Black Psychology, y Computers and Education. Ha sido coautor con destacados psicólogos como Claude Steele, Joshua Aronson, y Richard Valencia, y recibido numerosos premios y reconocimientos.
La revista Norteamericana Hispanic Outlook publicó un artículo en lo que lo nombró como uno de los más importantes investigadores latinoamericanos en EE. UU., y la publicación Education Digest lo reconoció por la importancia de sus contribuciones.
En 2007 y 2009 Salinas organizó la primera conferencia académica internacional de conflicto Israelí-Palestino "Pathways to Peace" que examino la contribución de la academia a la resolución del conflicto.
De 2008 a 2010 fungió como vicepresidente encargado de diversidad en la Universidad Estatal de Connecticut Central, y a partir del 2011 como Director Académico de la Universidad Hebraica. En 2013 fue nombrado el primer rector de la Universidad ORT México, primera institución en América Latina enfocada a la profesionalización de Organizaciones No Gubernamentales.

## Publicaciones selectas

### Libros
- Salinas, M.F., y Salinas, J.I. (2013). Tu hijo en el centro: Una nueva visión educativa para la era digital. México, D.F.: Debate. ISBN 978-6-07311-369-4
- Salinas, M.F. (2007). Planting hatred, sowing pain: the psychology of the Israeli Palestinian conflict. Westport, CT: Greenwood/Praeger. ISBN 0-275-99005-2
- Salinas, M.F. (2003). The politics of stereotype: Affirmative action and psychology. Westport, CT: Greenwood/Praeger. ISBN 0-313-32396-8
- Salinas, M.F. & Abu-Rabi (Eds.) (2010), Resolving the Israeli-Palestinian Conflict: Perspectives on the Peace Process. Amherst, NY: Cambria Press. ISBN 978-1-60497-654-0
- Valencia, R. R., & Salinas, M. F. (2003). Cultural bias in intelligence tests: Is it a closed issue? In R. R. Valencia and L. Suzuki (Eds.), Intelligence Testing and Minority Students. New York: Sage Publications. ISBN 0-7619-1230-4
- Aronson, J., Steele, C. M., Salinas, M. F., & Lustina, M. J. (2003). The effect of stereotype threat on the standardized test performance of college students. In E. Aronson (Ed.), Readings About the Social Animal. (8ª ed. p. 415-430). New York: Worth Publishers. ISBN 0-7167-3313-7

### Artículos
- Aronson, J., Steele, C.M., Salinas, M.F., & Lustina, M.J. (2003). The effect of stereotype threat on the standardized test performance of college students. In E. Aronson (Ed.) Readings About the Social Animal. (9th ed., pp. 415-430). New York: Worth Publishers.
- Salinas, M. F. (2005). Attitudes. In N. J. Salkind (Ed.), The Encyclopedia of Human Development, Vol. 1. Thousand Oaks, CA: Sage
- Salinas, M. F., & Kane, S. E. (2005). Achievement, Long Term Learning and Lerner-Centered instruction in Higher Education. In P. Lemma (Ed.), Effective teaching: Systematic Reflections on the scholarship of teaching, 2. New Britain, CT: CCSU.Adam, M. (2004). Re-Acculturating Racial Stereotypes. Education Digest, 70(1), 38-42.
- Salinas, M.F. (2006). From Dewey to Gates: A model to integrate pedagogical principles in the selection and use of instructional technology. Computers and Education.
- Valencia, R.R, Villareal, B. & Salinas, M.F. (2002). Cultural bias in intelligence testing for Mexican Americans. In R. R. Valencia (Ed.) .) Chicano School Failure and Success, 2nd ed.. London: Falmer Press.
- Valencia, R.R. & Salinas, M.F. (2000). Test Bias. In R. R. Valencia and L. Suzuki,(Eds.) Intelligence Testing and Minority Students. New York: Sage Publications.
- Salinas, M.F. (1998). Stereotype threat: The role of effort withdrawal and apprehension on the intellectual underperformance of Mexican-Americans. Dissertation Abstracts International, 59 (06), 1908A. (University Microfilms No. AAT98-38106)